# Грушка (Люблінське воєводство)
Грушка (пол. Gruszka; укр. Грушка) — присілок селища Демби у Польщі, в Люблінському воєводстві Томашовського повіту, ґміни Любича-Королівська.
2 березня 1945 року у Грушці та сусідніх Мриглодах відбувся бій між підрозділами УПА та прикордонними військами НКВС. У бою загинуло 62 вояків УПА, яких було поховано в урочищі Монастир біля села Верхрата.